# わたしに××しなさい!
『わたしに××しなさい!』（わたしにしなさい!）は、遠山えまによる日本の少女漫画作品。略称は「×しな」（バツしな）。『なかよし』（講談社）にて2009年6月号から2015年7月号まで連載された。その他、『なかよしラブリー』（同）2010年冬の号・春の号・秋の号に番外編が掲載された。
2012年開催の第36回講談社漫画賞で児童部門を受賞。第19巻時点で、累計発行部数は180万部を突破している。
続編となる「わたしに××しなさい！ カップル編」が、『なかよし』2018年4月号から7月号まで連載された。
2018年3月 - 4月にテレビドラマが放送、同年6月に実写映画化。

## あらすじ
氷室雪菜は、目つきが悪いため、クラスメイトから怖がられていた。そんな素顔とは裏腹に、雪菜には女子高生に人気のケータイ小説家・ユピナとしてのもう一つの顔があった。そのことを知っているのは従弟の霜月晶のみ。周囲の人達との対話が少ない分人間観察が趣味になり、そのおかげで人気ケータイ小説が書けていた雪菜なのだが、ある日、雪菜の小説の話をしていた同級生は「ラブがほしいよねー！」という話をしていた。それを聞いた雪菜はラブを書くには自らの恋愛経験が必要だと思いながらも、どうやって恋愛をすれば良いのか悩んでいたとき、同じクラスの人気者・北見時雨の生徒手帳を拾った。その生徒手帳には時雨の腹黒い秘密が記されていた。時雨の弱みを握った雪菜はラブを知るためにミッションを通して、時雨とラブを経験していくのであった……。
雪菜の従弟・晶、時雨の幼馴染・水野マミ、弟・北見氷雨の登場で気持ちを見失いかける2人だが、徐々に”恋”を知っていく。

## 登場人物
声の項はドラマCD版 / ムービーコミック版のもの。演は実写映画版・ドラマ版でのもの。

### 主要人物
氷室 雪菜（ひむろ ゆきな）
声 - 日笠陽子 / 赤﨑千夏 / 演 - 玉城ティナ
主人公。私立六花中学3年生。歴史が得意で、家庭科が苦手。長い黒髪のポニーテールだが、正面から見るとストレートヘアに見える。眼鏡を掛けている。口調は若干慇懃無礼な男言葉。スタイルが良い。飼っている黒猫の名前はロマン（オス）。
無愛想で目つきが悪く「絶対零度の雪女」と呼ばれ、晶や両親を除いた周囲の人達から恐れられている。ユピナというペンネームで携帯小説を書いている。
読者から小説にラブが足りないと言われ、困っていたところ、偶然時雨の生徒手帳を見て弱みを握り、彼を恋愛経験をつかむ似非恋人にする。
幼稚園の頃、憧れていた先生に自分の目つきが悪いと言われたことから、人に見られるのが怖くなり、その所為で眼鏡が手放せなくなった。眼鏡を外されると臆病になる。
最初はラブがどういうことか知るために時雨に命令していたが、徐々に彼を男として意識していく。マミに嫉妬している様子。
晶を家族として大切に思っており、彼のことも一人の男として見ている。一度は晶と付き合うと決めたものの、最終的に時雨と付き合うことになる。
北見 時雨（きたみ しぐれ）
声 - 櫻井孝宏 / 逢坂良太 / 演 - 小関裕太
私立六花中学の生徒会長。黒髪の美少年。
絵を描く事やパンを作るのが上手く、器用で几帳面な性格。だが、裏の顔はとても腹黒い性格。モテることを利用して女子生徒をゲーム感覚で惚れさせる、女たらし。そのことを雪菜に知られ、彼女の似非恋人になって命令を聞かされる。
クラスの人気者であり、大病院の息子。頭が良くて人を動かす能力に長けているが、雪菜だけは思い通りに動かせない。次第に雪菜のことが気になり始め、彼女を異性として意識する。
最近はうっかり腹黒い面を周囲に見せることも増えてきている。晶とは恋のライバル関係。マミとは幼馴染み。
将来、父親の病院を継ごうと常にトップの成績を維持しているが、期待されることやそのプレッシャーにコンプレックスを持っている。
氷雨と仲はよくない。

### 雪菜を取り巻く人々
霜月 晶（しもつき あきら）
声 - 梶裕貴 / 市川太一 / 演 - 佐藤寛太
雪菜の従弟。雪菜がユピナだと知っている唯一の人。銀髪で前髪が長く、前髪に隠された素顔はイケメン。10巻で前髪を切り、雑誌の読者モデルとしてスカウトされた。メロンパンやドーナツなど常に何か食べている。祖父がイギリス人でクォーター。 雪菜とよく一緒におり、彼女のよき理解者。幼稚園の頃から一緒にいる。
雪菜のことが好きで、時雨とはお互いライバル関係にある。10年前に両親を亡くしたとき、彼女の言葉と行動に救われた。
雪菜と恋人関係にあったが、別れ家族として一番近くで見守っている。
水野 マミ（みずの マミ）
声 - 竹達彩奈 / 田中あいみ / 演 - 山田杏奈
時雨の幼馴染。病弱でなかなか学校に来られなかった。表向きはいつも笑顔で礼儀正しいので教師受けが良い。外見も可愛らしく、男子のアイドル的存在。
独占欲が強いのか、時雨に依存している様子。時雨に友達として見られていることに、胸を痛めている。雪菜に敵意を抱いているようで、やたらと絡んで小説の構想の邪魔をしている。対人ストレスに弱い。
時雨に、告白したがふられてしまい、晶に想いを寄せるように。
ウサ五郎が好きで、ユキウサギとウサ五郎の区別が付かない時雨を「おじさんみたい」だと言った（9巻カバー下参照）。
少々、思い込みが激しい。
北見 氷雨（きたみ ひさめ）
演 - 金子大地
時雨の一つ下の弟。実の弟ではない。マミのことが好きで、携帯小説家：ドルチェとして、マミとの願望を小説にして書いている。その小説が人気になり、雪菜（ユピナ）の携帯小説と争っている。
兄に強い敵対心を抱いており、雪菜に近づく。雪菜のことを気に入り、度々ちょっかいをだす。
マミには、告白したが微妙な関係。晶とはライバル関係にある。

### 雪菜の家族
氷室真冬（ひむろ まふゆ）
雪菜の父親。愛妻家。目付きが鋭く無口。
料理がうまく、時に優しい一面も。
氷室 春菜（ひむろ はるな）
雪菜の母親。夫とはおしどり夫婦。体型は少々ぽっちゃり系。昔はスレンダーだったらしい。普段着が姫系（ロリータ）。
兄の秋斗を亡くしたショックから激太りした。娘想いで雪菜の美容やファッションを担当。
霜月 秋斗（しもつき あきと）
晶の父親で、春菜の兄。元カメラマン。仕事に向かう途中で事故に遭い急逝。
霜月 レイラ（しもつき レイラ）
晶の母親。父親がイギリス人で、母親が日本人のハーフ。元モデル。夫と同じく事故に遭って急逝している。

### その他
北見（母）
時雨の実母。
北見（父）
氷雨の実父。
鬼田（おにた）
3年C組の教師。雪菜同様のするどい目で生徒からも恐れられている（※雪菜だけには弱い）。
頭頂部と独身ということは。よくブランド物のスーツを着ている。時雨にだけは常に笑顔だが、本人からすると「褒めれば一番扱いやすい」「頭頂部と独身のことは禁句」と散々な認識のされようである。

### ユピナの小説中の登場人物
リリア
主人公。現実でのモデルは雪菜。
氷の心を持つ少女。伯爵と接するうちに「好き」というものが何なのか分かるような気がしている。そんな中ナイト・カインに告白されて戸惑う。
伯爵（はくしゃく）
リリアの相手役。モデルは時雨。
吸血鬼。リリアの手を握ったり抱きしめて彼女にアピールしている。ナイト・カインになぜか苛立っている。
ナイト・カイン
騎士。モデルは晶。
ずっとリリアの近くにいたが、ある日突然リリアに告白し彼女を戸惑わせる。

## 書誌情報
- 遠山えま 『わたしに××しなさい!』 講談社〈講談社コミックスなかよし〉、全19巻[6]。累計180万部突破。なかよし最長連載記録。
  1. 2009年10月6日発売[講 1]、ISBN 978-4-06-364236-0
  2. 2010年2月5日発売[講 2]、ISBN 978-4-06-364250-6
  3. 2010年6月4日発売[講 3]、ISBN 978-4-06-364268-1
  4. 2010年10月6日発売[講 4]、ISBN 978-4-06-364280-3
  5. 2011年2月4日発売[講 5]、ISBN 978-4-06-364295-7
  6. 2011年6月6日発売[講 6]、ISBN 978-4-06-364309-1
  7. 2011年10月6日発売[講 7]、ISBN 978-4-06-364324-4
  8. 2012年2月6日発売[講 8]、ISBN 978-4-06-364337-4
    - 特装版 同日発売、ISBN 978-4-06-358386-1

  9. 2012年6月6日発売[講 9]、ISBN 978-4-06-364353-4
    - 特装版 同日発売、ISBN 978-4-06-358398-4

  10. 2012年10月5日発売[講 10]、ISBN 978-4-06-364364-0
    - 特装版 同日発売、ISBN 978-4-06-358416-5

  11. 2013年2月6日発売[講 11]、ISBN 978-4-06-364372-5
  12. 2013年6月13日発売[講 12]、ISBN 978-4-06-364384-8
  13. 2013年10月11日発売[講 13]、ISBN 978-4-06-364397-8
  14. 2014年2月6日発売[講 14]、ISBN 978-4-06-364413-5
  15. 2014年6月13日発売[講 15]、ISBN 978-4-06-364426-5
  16. 2014年11月13日発売[講 16]、ISBN 978-4-06-364444-9
  17. 2015年2月13日発売[講 17]、ISBN 978-4-06-364457-9
  18. 2015年6月12日発売[講 18]、ISBN 978-4-06-364473-9
  19. 2015年11月13日発売[講 19]、ISBN 978-4-06-364489-0
- 遠山えま 『わたしに××しなさい! カップル編』 講談社〈講談社コミックスなかよし〉、全1巻 2018年6月13日発売[講 20]、ISBN 978-4-06-511776-7

## ドラマCD
単行本第8巻・第9巻・第10巻の特装版に同梱。
スタッフ
- 脚本 - 高橋ナツコ
- 音響監督 - 濱野高年
- 効果 - 森川永子
- 録音調整 - 椎原操志
- 音響制作 - マジックカプセル
- 録音スタジオ - スタジオごぐ

## ムービーコミック
2018年2月下旬から6月下旬まで、Beeマンガにて配信された。全20話。キャストはドラマCD版から変更されている。

## 映像化作品
玉城ティナと小関裕太のW主演で実写映画とテレビドラマが製作される。玉城は映画初主演となる。監督は山本透。

### テレビドラマ
2018年3月より、毎日放送の制作により、TBSほか一部同系列局で放送の『ドラマイズム』枠にて、『兄友』と2本立てで放送。映画版の前日譚となる。

#### あらすじ（テレビドラマ）
雪菜は担当編集者の下仁田から、恋愛小説を書くよう勧められる。「恋愛に興味はない」と断る雪菜に、下仁田は恋愛シミュレーションゲームを渡す。そのゲームは、攻略対象となる男性の名前を自分で決めることができるというものだった。雪菜はつい、「腹黒系イケメン男子」に時雨、「弟系ゆるふわ男子」に晶の名前を入力してしまう。

#### キャスト（テレビドラマ）
- 氷室雪菜 - 玉城ティナ
- 北見時雨 - 小関裕太
- 霜月晶 - 佐藤寛太
- 水野マミ - 山田杏奈（第4話）
- 北見氷雨 - 金子大地（第3話、第4話）
- 下仁田雄二 - オラキオ
- ゲームアナウンス（声） - 久保田乃愛

#### スタッフ（テレビドラマ）
- 原作 - 遠山えま「わたしに××しなさい!」（講談社 KCなかよし刊）
- 監督 - 山本透
- 脚本 - 北川亜矢子
- 音楽 - Rita-iota
- 主題歌 - ポルカドットスティングレイ「ICHIDAIJI」（×× ver.）
- ロケ協力 - 富士市立高等学校、フィルムコミッション富士、千葉県フィルムコミッション
- 企画 - 加藤和夫（東映ビデオ）
- エグゼクティブプロデューサー - 川崎岳（東映ビデオ）、丸山博雄（毎日放送）、楮本昌裕（Universal Connect）
- アソシエイトプロデューサー - 森本友里絵（アットムービー）、坂東泉（Universal Connect）、村島亘（毎日放送）
- 製作プロダクション - アットムービー
- 製作協力 - ドラゴンフライ
- プロデュース - 森谷雄
- 製作 - 「わたしに××しなさい!」製作委員会、毎日放送

#### 放送日程
| 各話   | 放送日   | 放送日  |
| 各話   | 毎日放送 | TBS     |
| ------ | -------- | ------- |
| 第1話  | 3月26日  | 3月28日 |
| 第2話  | 4月02日  | 4月04日 |
| 第3話  | 4月16日  | 4月11日 |
| 最終話 | 4月16日  | 4月18日 |

#### 放送局
| 放送期間                | 放送日時                     | 放送局      | 対象地域   | 備考   |
| ----------------------- | ---------------------------- | ----------- | ---------- | ------ |
| 2018年3月26日 - 4月16日 | 月曜 0:50 - 1:20（日曜深夜） | 毎日放送    | 近畿広域圏 | 製作局 |
| 2018年3月28日 - 4月18日 | 水曜 1:28 - 1:58（火曜深夜） | TBSテレビ   | 関東広域圏 |        |
| 2018年4月6日 - 4月27日  | 金曜 0:56 - 1:26（木曜深夜） | あいテレビ  | 愛媛県     |        |
| 2018年4月11日 - 5月2日  | 水曜 1:28 - 1:58（火曜深夜） | IBC岩手放送 | 岩手県     |        |
| 2018年4月12日 - 5月3日  | 木曜 1:00 - 1:30（水曜深夜） | 北陸放送    | 石川県     |        |

| 毎日放送・TBS ドラマイズム | 毎日放送・TBS ドラマイズム | 毎日放送・TBS ドラマイズム |
| 前番組                     | 番組名                     | 次番組                     |
| -------------------------- | -------------------------- | -------------------------- |
| 賭ケグルイ                 | わたしに××しなさい! / 兄友 | やれたかも委員会           |

### 実写映画
2018年6月23日に公開。

#### キャスト（実写映画）
- 氷室雪菜 - 玉城ティナ
- 北見時雨 - 小関裕太
- 霜月晶 - 佐藤寛太
- 水野マミ - 山田杏奈
- 北見氷雨 - 金子大地
- 下仁田雄二（雪菜の担当編集者） - オラキオ
- 川渕（氷雨の担当編集者） - 高田里穂
- 朝比奈加奈

#### スタッフ（実写映画）
- 原作 - 遠山えま「わたしに××しなさい！」（講談社 KCなかよし刊）
- 監督 - 山本透
- 脚本 - 山本透、北川亜矢子
- 音楽 - Rita-iota
- 主題歌 - ポルカドットスティングレイ「ICHIDAIJI」（×× ver.）
- 挿入歌 - サイダーガール「リバーシブル」
- 製作者 - 間宮登良松（東映ビデオ）、三宅容介（ポニーキャニオン）
- 企画 - 加藤和夫
- エグゼクティブプロデューサー - 川崎岳、丸山博雄、楮本昌裕
- プロデュース - 森谷雄
- アソシエイトプロデューサー - 森本友里絵、坂東泉、村島亘
- ラインプロデューサー - 山本礼二
- 撮影 - 川島周
- 照明 - 本間大海
- 録音 - 高島良太
- 美術 - 林チナ
- 装飾 - 斉藤暁生
- ヘアメイク - 内城千栄子
- 衣装 - 加藤みゆき
- 助監督 - 佐野友秀
- 制作主任 - 村上俊輔
- 編集 - 伊藤潤一
- タイトル・CG - 本田貴雄
- ロケ協力 - 千葉県立多古高等学校、愛国学園大学附属龍ヶ崎高等学校、千葉県フィルムコミッション、多摩ロケーションサービス ほか
- 製作プロダクション - アットムービー
- 製作協力 - ドラゴンフライ
- 企画協力 - 講談社
- 製作 - 「わたしに××しなさい！」製作委員会（東映ビデオ、アットムービー、毎日放送、ポニーキャニオン、ユニバーサルミュージック）
- 配給 - T-JOY

#### 関連商品
- 吉田桃子（著）、遠山えま（原作）、北川亜矢子（脚本） 『小説 映画 わたしに××しなさい！』 講談社〈講談社KK文庫〉、2018年5月30日発売、ISBN 978-4-06-199672-4

### 講談社コミックプラス
以下の出典は講談社コミックプラス（講談社）内のページ。書誌情報の発売日の出典としている。
1. ↑  “『わたしに××しなさい!（1）』”. 講談社コミックプラス.   講談社. 2022年8月7日閲覧。
2. ↑  “『わたしに××しなさい!（2）』”. 講談社コミックプラス.   講談社. 2022年8月7日閲覧。
3. ↑  “『わたしに××しなさい!（3）』”. 講談社コミックプラス.   講談社. 2022年8月7日閲覧。
4. ↑  “『わたしに××しなさい!（4）』”. 講談社コミックプラス.   講談社. 2022年8月7日閲覧。
5. ↑  “『わたしに××しなさい!（5）』”. 講談社コミックプラス.   講談社. 2022年8月7日閲覧。
6. ↑  “『わたしに××しなさい!（6）』”. 講談社コミックプラス.   講談社. 2022年8月7日閲覧。
7. ↑  “『わたしに××しなさい!（7）』”. 講談社コミックプラス.   講談社. 2022年8月7日閲覧。
8. ↑  “『わたしに××しなさい!（8）』”. 講談社コミックプラス.   講談社. 2022年8月7日閲覧。
9. ↑  “『わたしに××しなさい!（9）』”. 講談社コミックプラス.   講談社. 2022年8月7日閲覧。
10. ↑  “『わたしに××しなさい!（10）』”. 講談社コミックプラス.   講談社. 2022年8月7日閲覧。
11. ↑  “『わたしに××しなさい!（11）』”. 講談社コミックプラス.   講談社. 2022年8月7日閲覧。
12. ↑  “『わたしに××しなさい!（12）』”. 講談社コミックプラス.   講談社. 2022年8月7日閲覧。
13. ↑  “『わたしに××しなさい!（13）』”. 講談社コミックプラス.   講談社. 2022年8月7日閲覧。
14. ↑  “『わたしに××しなさい!（14）』”. 講談社コミックプラス.   講談社. 2022年8月7日閲覧。
15. ↑  “『わたしに××しなさい!（15）』”. 講談社コミックプラス.   講談社. 2022年8月7日閲覧。
16. ↑  “『わたしに××しなさい!（16）』”. 講談社コミックプラス.   講談社. 2022年8月7日閲覧。
17. ↑  “『わたしに××しなさい!（17）』”. 講談社コミックプラス.   講談社. 2022年8月7日閲覧。
18. ↑  “『わたしに××しなさい!（18）』”. 講談社コミックプラス.   講談社. 2022年8月7日閲覧。
19. ↑  “『わたしに××しなさい!（19）』”. 講談社コミックプラス.   講談社. 2022年8月7日閲覧。
20. ↑  “『わたしに××しなさい! カップル編（1）』”. 講談社コミックプラス.   講談社. 2022年8月7日閲覧。